# Veniliornis dignus
Veniliornis dignus là một loài chim trong họ Picidae.